# 高雄足球俱樂部
高雄足球俱樂部（英語：Kaohsiung Football Club），是一支台灣足球隊，曾參加台灣乙級足球聯賽。

## 球隊歷史

### 2020
高雄足球俱樂部成立於2020年，以義守大學足球隊為主體。加上高雄在地球員，成立的目的除了為高雄市出賽也是為了參加乙級足球聯賽，也因此擁U15和U18的梯隊。參與台乙的第一個賽季以2勝3和9敗的成績，位居第七名，落入資格賽，爭取2021年能持續挑戰台乙的資格。

### 2021
高雄FC本賽季延攬了去年從台灣電力退役的兩位國腳——陳毅維以及黃楷峻鞏固後防線並提供寶貴經驗，並在2021年台乙資格賽中獲得參賽資格。

## 外部連結
- 高雄足球俱樂部 - FC Kaohsiung